# اندرو هانسون
اندرو هانسون (انگلیسی: Andrew Hansson; ۱۳ اکتبر ۱۸۸۲ – ۸ ژوئیهٔ ۱۹۶۴) دوچرخه‌سوار اهل سوئد بود.